# Arichanna rubrifusa
Arichanna rubrifusa là một loài bướm đêm trong họ Geometridae.